# Pininfarina B0
De Pininfarina B0 (uitgesproken als B Zero) is een prototype auto van het Italiaanse ontwerpbureau Pininfarina. De B0 is voor het eerst gepresenteerd tijdens de Mondial de l'Automobile in Parijs van 2008. Pininfarina plant de B0 halverwege 2009 in productie te laten gaan.

## Aandrijving
De B0 is voorzien van een elektromotor welke kan worden opgeladen via het stopcontact en de zonnepanelen die zich op het dak bevinden. De lithium-ion accu's geven de B0 een actieradius van 250 km.